# Being Flynn
Being Flynn è un film del 2012 diretto da Paul Weitz, con Robert De Niro e Julianne Moore.
La pellicola è l'adattamento cinematografico del libro autobiografico Another Bullshit Night in Suck City scritto da Nick Flynn.

## Trama
Lavorando in un rifugio per senzatetto a Boston, Nick incontra suo padre, ex-truffatore e sedicente poeta. Nick farà di tutto per ricomporre il rapporto col padre.

## Produzione
Inizialmente il film era intitolato Another Bullshit Night in Suck City, come il libro scritto dallo stesso Nick Flynn da cui è tratto..

## Distribuzione
Il film non ottiene una grande distribuzione cinematografica nel mondo; negli Stati Uniti esce in numero limitato il 2 marzo 2012, poco dopo in Canada ed Ungheria; in Italia va in onda su Premium Cinema il 5 settembre 2013.